# Willow Shields
Willow Shields (* 1. června 2000 Albuquerque, Nové Mexiko, Spojené státy americké) je americká filmová a televizní herečka. Je známá rolí Primrose Everdeenové ve filmu Hunger Games.

## Životopis a kariéra
Willow Shields se narodila 1. 6. 2000 v Albuquerque v Novém Mexiku. Je dvojčetem herečky Autumn Shieldsové a má také staršího bratra Rivera Shieldse.
Hereckou kariéru odstartovala v roce 2008, kde si zahrála malou roli v jednom z dílů seriálu Ochrana světků. V roce 2011 se objevila v televizním filmu stanice CBS Za tabulí, po boku Emily VanCamp.
Známá je spíše z filmové ságy Hunger Games, kde hraje roli sestry Katniss Everdeenové (Jennifer Lawrenceová) - Primrose Everdeenovou.Roli si znovu zahrála v pokračování Hunger Games: Vražadná pomsta, Hunger Games: Síla vzdoru 1. část.
V únoru 2015 se připojila k soutěžní show Dancing with the Stars, kde jejím profesionálním partnerem je Mark Ballas. Stala se nejmladší soutěžící. Skončila na 7. místě.

## Filmografie
| Rok  | Název                             | Role                   | Poznámky             |
| ---- | --------------------------------- | ---------------------- | -------------------- |
| 2008 | Ochrana svědků                    | Lisa Rogan/Lisa Royal  |                      |
| 2008 | Las Vegas New Mexico 1875         | Dívka sledující souboj | krátký film          |
| 2011 | Za tabulí                         | Grace                  | TV film              |
| 2012 | Hunger Games                      | Primrose Everdeen      |                      |
| 2012 | R.L. Stine's The Haunting Hour    | Eve                    | Epizoda: "Intruders" |
| 2013 | Hunger Games: Vražedná pomsta     | Primrose Everdeen      |                      |
| 2013 | The Wonder                        | Rachel                 |                      |
| 2014 | Hunger Games: Síla vzdoru 1. část | Primrose Everdeen      |                      |
| 2015 | Hunger Games: Síla vzdoru 2. část | Primrose Everdeen      |                      |
| 2015 | Dancing with the Stars            | Samu sebe/Soutěžící    |                      |
| 2017 | Into the Rainbow                  | Rachel                 |                      |
| 2018 | A Fall from Grace                 | Grace                  |                      |
| 2019 | Woodstock or Bust                 | Lorian                 |                      |
| 2019 | The Unsettling                    | Maya                   | hlavní role, 8 dílů  |
| 2020 | Na tenkém ledě                    | Serena Baker           | hlavní role, 10 dílů |